# Swansong
Swansong es el quinto álbum de estudio de la banda inglesa de metal extremo Carcass. Fue lanzado el 10 de junio de 1996 en el Reino Unido por Earache Records. Es el único álbum de Carcass con el guitarrista Carlo Regadas. Se pretendía que este disco fuera el mayor debut de la discográfica, habiendo firmado con Columbia Records luego del éxito de Heartwork, pero disputas con dicha compañía provocaron su regreso a Earache. El álbum fue relanzado el 21 de julio de 2008, como un dualdisc incluyendo la quinta parte de The Pathologist's Report. Fue el último lanzamiento de la banda en 17 años, hasta la aparición de Surgical Steel en 2013.

## Antecedentes
En The Pathologist's Report, el baterista Ken Owen afirma que él considera a Swansong como el último álbum de Carcass. El sentido de humor de la banda es ilustrado con títulos como "Keep on Rotting in the Free World".
El arte del disco es la "Unfinished Pyramid et al." del Gran Sello de los Estados Unidos, pero se lee "carcass" en vez de "annuit coeptis", "somnus pecunia cibus" en lugar de "novus ordo seclorum" y "MCMXCV" reemplazando a "MDCCLXXVI".

## Lanzamiento
Swansong fue lanzado el 10 de junio de 1996 por Earache Records. Una edición limitada de este álbum se publicó como un disco con forma de cerebro, con un disco de dos canciones extra titulado Somnus Pecunia Cibus. La razón para este disco extra fue incluir "Go to Hell", que no encajaba en el CD con forma de cerebro, debido a los recortes requeridos para darle dicha forma.
El 21 de julio de 2008, una versión digipak de doce paneles fue lanzada, con todo el trabajo artístico y letras como así también calcomanías de edición limitada con motivos clásicos de Carcass. El relanzamiento también incluye la canción bonus de la edición japonesa "Death Rider Da" que fue hecha para ser un sencillo en el programa radial del crítico japonés Masanori Ito, como también la quinta y final parte de la entrevista extensiva The Pathologist's Report en un dualdisc. Ediciones posteriores contienen el álbum en un CD y el documental en un DVD separado, y no incluyen las calcomanías.
En noviembre de 2013, Earache relanzó Swansong en gama completa de discos vinilos de diferentes colores, y con circulación limitada.

## Lista de canciones
| N.º | Título                                               | Escritor(es)           | Duración |  |
| 1.  | «Keep on Rotting in the Free World»                  | Jeffrey Walker         | 3:42     |  |
| 2.  | «Tomorrow Belongs to Nobody»                         | Bill Steer, Walker     | 4:17     |  |
| 3.  | «Black Star»                                         | Carlo Regadas, Walker  | 3:29     |  |
| 4.  | «Cross My Heart»                                     | Steer, Walker          | 3:34     |  |
| 5.  | «Child's Play»                                       | Steer, Walker          | 5:43     |  |
| 6.  | «Room 101»                                           | Steer, Walker          | 4:35     |  |
| 7.  | «Polarized»                                          | Regadas, Steer, Walker | 4:02     |  |
| 8.  | «Generation Hexed»                                   | Steer, Walker          | 3:48     |  |
| 9.  | «Firm Hand»                                          | Regadas, Walker        | 5:22     |  |
| 10. | «R**k the Vote»                                      | Walker                 | 3:53     |  |
| 11. | «Don't Believe a Word»                               | Steer, Walker          | 3:57     |  |
| 12. | «Go to Hell»                                         | Walker                 | 3:22     |  |
| 13. | «Death Rider Da» (Japanese/2008 reissue bonus track) |                        | 1:18     |  |

| The Pathologist's Report DVD |                                       |          |  |
| N.º                          | Título                                | Duración |  |
| 1.                           | «Issues with the Release»             |          |  |
| 2.                           | «Extreme but Not as We Know It»       |          |  |
| 3.                           | «Moving to Columbia»                  |          |  |
| 4.                           | «The Cover Artwork»                   |          |  |
| 5.                           | «Mike Hickey and Carlo's Involvement» |          |  |
| 6.                           | «The End Is Night»                    |          |  |
| 7.                           | «The Aftermath»                       |          |  |
| 8.                           | «Influencing the Next Generation»     |          |  |
| 9.                           | «Ken Talks About His Illness»         |          |  |
| 10.                          | «Outtakes»                            |          |  |

## Personal

### Carcass
- Ken Owen – batería
- Carlo Regadas – guitarra
- Bill Steer – guitarra
- Jeffrey Walker – bajo, coros

### Personal técnico
- Colin Richardson – producción, vocales (13)
- Nick Brine – asistente de ingeniería
- Jim Brumby – asistente de ingeniería
- Gee – pintura
- Stephen Harris – ingeniería
- Barney Herbert – asistente de ingeniería
- Noel Summerville – mastering
- Antz – Diseño
- Roalba Picerno – fotos de la banda